# Gina (ime)
Gina je žensko osebno ime.

## Izvor imena
Ime Gina je različica imena Regina.

## Različice imena
- ženska oblika imena: Džina
- moške oblike imena: Gino, Džino

## Tujejezikovne oblike imena
- pri Italijanih: Gina, Ginetta
- pri Nemcih in Švedih: Gina

## Pogostost imena
Po podatkih Statističnega urada Republike Slovenije je bilo na dan 31. decembra 2007 v Sloveniji število ženskih oseb z imenom Gina: 73.

## Osebni praznik
V koledarju je ime Gina zapisano skupaj z Regino; god praznuje 7. septembra (Regina, devica in mučenka iz Burgundije, † 7. sep. okoli leta 300).